# Derince
Derince is een Turkse havenstad en districtshoofdstad in de nabijheid van Istanboel met in 2020 ca. 143.884 inwoners. De stad ligt in de provincie Kocaeli, circa 80 kilometer ten oosten van de Bosporus aan de noordoostkust van de Zee van Marmara niet ver van de grote stad İzmit.
Het district maakt deel uit van het grotestadsdistrict (Büyükşehir) Kocaeli. Het grenst in het westen aan Körfez, in het oosten aan İzmit en Kandıra, in het noorden aan de provincie Istanbul und in het zuiden aan de Golf van İzmit.

## Verkeer
Door de stad lopen de autosnelweg O-4 (Europaweg 80) en de nationale weg D 100.
Verder heeft de stad een station aan de spoorlijn Istanbul- Ankara en een haven voor spoorwegferry's in de richting van de Zwarte Zee, Oekraïne en Georgië.
De stad beschikt over een zeehaven die gebruikt wordt voor de verscheping van de producten van de autofabriek van Hyundai Assan Otomotiv. De haven wordt geëxploiteerd door de staatsspoorwegmaatschappij Türkiye Cumhuriyeti Devlet Demiryolları. Oppervlakte van de haven: 1.200.000 m2. Jaarlijks worden 1.500.000 voertuigen, 10.000.000 stuks bulkgoederen en 2.500.000 zeecontainers omgeslagen.

## Weblinks
- homepage van de haven